# دنی گیبسون
دنی گیبسون (انگلیسی: Danny Gibson؛ زادهٔ ۲۸ ژانویهٔ ۱۹۸۴) بازیکن بسکتبال اهل ایالات متحده آمریکا است.